# اللغات في إفريقيا
| أفريقانية | برتغالية  |
| عربية     | إسبانية   |
| إنجليزية  | سواحلية   |
| فرنسية    | لغات أخرى |

اللغات الرسمية في إفريقيا

يوجد بإفريقيا من 1,250 إلى 2,100 لغة ، وفي بعض الإحصائيات ما يزيد عن 3,000 لغة أصلية في إفريقيا ، موزعة في عدة عائلات لغوية رئيسية هي:
- الإفريقية الآسيوية وهي منتشرة في شمال إفريقيا، القرن الإفريقي، الشرق الأوسط وأجزاء من منطقة الساحل.
- النيلية الصحراوية وتتركز في السودان وتشاد.
- النيجرية الكونغولية وتغطي غرب ووسط وجنوب شرق إفريقيا.
- الخو وتتركز في صحراء ناميبيا وبوتسوانا.
- الأوسترونيزية في مدغشقر.
- الهندية الأوروبية في الجزء الجنوبي من القارة.

كما تتواجد بالقارة عدة لغات معزولة ، ولغات لم يتم بعد تصنيفها.
شدة التنوع اللغوي في العديد من البلدان الإفريقية (نيجيريا وحدها تضم أكثر من 500 لغة ، وهي واحدة من أكثر الدول ذات التنوع اللغوي) جعلت من السياسة اللغوية قضية حيوية في عصر ما بعد الاستعمار. في السنوات الأخير، أصبحت البلدان الإفريقية واعية بقيمة إرثها اللغوي. فمعظم السياسات اللغوية التي يجري تطويرها في الوقت الحاضر تتجه نحو التعدد اللغوي.